# Jay Benedict
Jay Benedict (* 11. April 1951 in Burbank, Kalifornien; † 4. April 2020 in London) war ein US-amerikanischer Schauspieler und Synchronsprecher.

## Leben
Jay Benedict wurde 1951 im kalifornischen Burbank geboren. Bereits während seiner Kindheit zog die Familie nach England. Dort spielte er in seiner Jugend am Theater und debütierte bereits im Alter von 11 Jahren in der von Tony Saytor inszenierten französischen Komödie La bande à Bobo in einer kleinen Nebenrolle auf der Leinwand. Ab Mitte der 1970er Jahre fand er regelmäßig Arbeit als Schauspieler und war in Filmen wie Winterspelt 1944 und Das tödliche Dreieck zu sehen. Benedict schaffte es seitdem in über 140 Film- und Fernsehproduktionen mitzuwirken. Er spielte dabei neben Hollywoodproduktionen wie Aliens – Die Rückkehr und The Dark Knight Rises, auch beim spanischen Film mit und wirkte auch in französischen Filmen wie Die Französische Revolution und Plötzlich Papa mit.
Mit seiner Ehefrau Scholfield führte er eine Synchronisationsfirma. Er übersetzte und synchronisierte mehrere Filme und Videospiele ins Englische. So lieh er Videospielen wie  Conflict Desert Storm, Baphomets Fluch: Der schlafende Drache und Spartan: Total Warrior seine Stimme.
Benedict war mit der Casting-Direktorin Vanessa Pereira verheiratet. In zweiter Ehe war er bis zu seinem Tod mit der Schauspielerin Phoebe Scholfield verheiratet. Das Paar hatte zwei gemeinsame Söhne. Er starb am 4. April 2020, eine Woche vor seinem 69. Geburtstag, im Alter von 68 Jahren an den Folgen einer COVID-19-Erkrankung.

## Filmografie (Auswahl)
- 1963: La bande à Bobo
- 1978: Winterspelt 1944
- 1979: Das tödliche Dreieck (Hanover Street)
- 1979: No. 1 ist nicht zu schlagen (Licensed to Love and Kill)
- 1984: Die Himmelsmaschine (Where Is Parsifal?)
- 1985: Das dreckige Dutzend Teil 2 (The Dirty Dozen: Next Mission)
- 1986: Aliens – Die Rückkehr (Aliens)
- 1986: Der Verräter (Un métier du seigneur)
- 1989: Die Französische Revolution (La Révolution française)
- 1990: Das Rußland-Haus (The Russia House)
- 1990: Jim Bergerac ermittelt (Bergerac, Fernsehserie, eine Folge)
- 1992: ...und griffen nach den Sternen (To Be the Best)
- 1992: Wie ein Licht in dunkler Nacht (Shining Through)
- 1993: Death Train
- 1993: Ein Käfig voller Pfauen (Harnessing Peacocks)
- 1993: Tanz des Dschinghis Cohn (Genghis Cohn)
- 1994: Die Scharfschützen – Der Preis der Ehre (Sharpe’s Honour; Fernsehserie, 1 Folge)
- 1994: Staatsauftrag: Mord (Les patriotes)
- 1996: Beaumarchais – Der Unverschämte (Beaumarchais, l’insolent)
- 1997: Double Team
- 1998: Nur Liebe hält ewig (Only Love)
- 1999: Citizen Kane – Die Hollywood-Legende (RKO 281)
- 2000: Grasgeflüster (Saving Grace)
- 2003: La Crim’ (Fernsehserie, 1 Folge)
- 2004: Casualty (Fernsehserie, 1 Folge)
- 2005: Als das Morden begann (Sometimes in April)
- 2005: Erdbeben – Wenn die Erde sich öffnet... (Nature Unleashed: Earthquake)
- 2005: Frederick Forsyth: Das schwarze Manifest (Icon)
- 2005: Mosquito Man (Mansquito)
- 2006: Kreuzritter 8 – Der weiße Ritter (Tirante el Blanco)
- 2007: Judgment Day: Intelligent Design on Trial
- 2011: Die Verschwörung – Verrat auf höchster Ebene (Page Eight)
- 2012: The Dark Knight Rises
- 2013: Der Hundertjährige, der aus dem Fenster stieg und verschwand (Hundraåringen som klev ut genom fönstret och försvann)
- 2016: Hacked: Kein Leben ist sicher (I.T.)
- 2016: Plötzlich Papa (Demain tout commence)
- 2017: Hostile
- 2017: Madame – Nicht die feine Art (Madame)

## Ludografie (Auswahl)
- 1995: Simon the Sorcerer II – Der Löwe, der Zauberer & der Schrank (Simon the Sorcerer II: The Lion, the Wizard, and the Wardrobe)
- 1998: Floyd – Es gibt noch Helden (The Feeble Files)
- 2002: Conflict Desert Storm
- 2003: Baphomets Fluch: Der schlafende Drache (Broken Sword: The Sleeping Dragon)
- 2003: Urban Freestyle Soccer
- 2005: Perfect Dark Zero
- 2005: Spartan: Total Warrior
- 2011: MindJack